# Turó de la Senabra
El Turó de la Senabra és una muntanya de 386 metres que es troba al municipi de Santa Margarida i els Monjos, a la comarca de l'Alt Penedès.